# Guillermo Varela
Guillermo Varela Olivera (Montevideo, 24 maart 1993) is een Uruguayaans voetballer die doorgaans als rechtsback speelt. Hij verruilde Peñarol in januari 2019 voor FC Kopenhagen. Varela debuteerde in 2017 in het Uruguayaans voetbalelftal.

## Clubcarrière
Varela stroomde in 2011 door vanuit de jeugd van Peñarol. Hiervoor debuteerde hij op 5 juni 2011 in de Uruguayaanse Primera División, tegen Racing Club de Montevideo. het bleef zijn enige wedstrijd in het eerste elftal van de club, want op 7 juni 2013 onderging hij een medische keuring bij Manchester United. Later op de dag zette hij zijn handtekening onder een contract bij de club. De transfersom en de duur van zijn contract werden niet bekendgemaakt. Manchester United verhuurde Varela gedurende het seizoen 2014/15 aan Real Madrid Castilla, met een optie tot koop. Hij speelde 33 competitiewedstrijden voor de ploeg en keerde daarna terug naar Manchester. Hij maakte op 5 december 2015 onder coach Louis van Gaal zijn debuut in een wedstrijd in de  Premier League, tegen West Ham United. Hij debuteerde dat jaar ook in de FA Cup en de Champions League.
Van Gaals opvolger José Mourinho had Varela in 2015/16 niet nodig, waarop de club hem verhuurde aan Eintracht Frankfurt. Die club schorste hem op 24 mei 2017, toen bleek dat Varela tegen het advies van de club in een tatoeage had laten zetten. Hij liep daardoor een ontsteking op en miste zodoende op zaterdag 27 mei de bekerfinale tegen Borussia Dortmund. "Guillermo’s werk bij Eintracht eindigt hier. Wij kunnen geen speler opstellen die tegen het advies van de coach en de dokter ingaat", aldus technisch directeur Fredi Bobic. De clubleiding schorste Varela voor de rest van het seizoen en zag af van de optie tot koop. In augustus 2017 keerde Varela terug naar zijn jeugdploeg Peñarol. In december 2018 tekende hij een contract voor 3,5 seizoenen bij FC Kopenhagen dat inging vanaf januari 2019.

## Interlandcarrière
Varela werd voor het eerst door bondscoach Oscar Tabárez opgeroepen voor de nationale ploeg van Uruguay voor de oefeninterlands tegen Brazilië en Peru in maart 2016. Hij kwam niet in actie tijdens de twee wedstrijden. Vervolgens diende Varela te wachten op een selectie tot november 2017. Hij mocht onmiddellijk zijn debuut maken tegen Polen. Hij speelde de volledige wedstrijd die eindigde op 0–0.
Varela maakte deel uit van de Uruguayaanse selectie die deelnam aan de WK-eindronde 2018 in Rusland. La Celeste behaalde drie zeges op rij in groep A, waarna de ploeg van bondscoach Oscar Tabárez in de achtste finales afrekende met regerend Europees kampioen Portugal (2–1) door twee treffers van aanvaller Edinson Cavani. Zonder diens inbreng (kuitblessure) verloor Uruguay vervolgens in de kwartfinale met 2–0 van de latere wereldkampioen Frankrijk. Varela kwam als basisspeler in de eerste twee van de vijf WK-duels in actie voor zijn vaderland. Hij speelde tegen Egypte en Saoedi-Arabië.

## Erelijst
| Competitie         |                   |                   |                   |                   |
| Competitie         | Aantal            | Jaren             |                   |                   |
| Manchester United  | Manchester United | Manchester United | Manchester United | Manchester United |
| ------------------ | ----------------- | ----------------- | ----------------- | ----------------- |
| FA Cup             | 1x                | 2015/16           |                   |                   |
| Peñarol            |                   |                   |                   |                   |
| Primara División   | 2X                | 2017, 2018        |                   |                   |
| Supercopa Uruguaya | 1X                | 2018              |                   |                   |

1 Trott ·
2 Diks ·
4 Garananga ·
5 Pereira ·
6 Hatzidiakos ·
7 Claesson  ·
8 Mattsson ·
9 Onugkha ·
10 Elyounoussi ·
11 Larsson ·
13 Huescas ·
14 Cornelius ·
15 López ·
16 Robert ·
17 Froholdt ·
19 Chiakha ·
20 Boilesen ·
21 Sander ·
22 Gotsjoleisjvili ·
24 Meling ·
27 Delaney ·
30 Achouri ·
31 Rúnarsson ·
33 Falk ·
36 Clem ·
38 Højer ·
40 Bardghji ·
Coach: Neestrup
· Assistent-coach: Nørregaard
· Keeperstrainer: Christensen
1 Muslera ·
2 Giménez ·
3 Godín  ·
4 Varela ·
5 Sánchez ·
6 Bentancur ·
7 Rodríguez ·
8 Nández ·
9 Suárez ·
10 De Arrascaeta ·
11 Stuani ·
12 Campaña ·
13 Silva ·
14 Torreira ·
15 Vecino ·
16 Pereira ·
17 Laxalt ·
18 Gómez ·
19 Coates ·
20 Urretaviscaya ·
21 Cavani ·
22 Cáceres ·
23 Silva ·
Coach: Tabárez
1 Muslera ·
2 Giménez ·
3 Godín  ·
4 Araújo ·
5 Vecino ·
6 Bentancur ·
7 De La Cruz ·
8 Pellistri ·
9 Suárez ·
10 De Arrascaeta ·
11 Núñez ·
12 Sosa ·
13 Varela ·
14 Torreira ·
15 Valverde ·
16 Olivera ·
17 Viña ·
18 Gómez ·
19 Coates ·
20 Torres ·
21 Cavani ·
22 Cáceres ·
23 Rochet ·
24 Canobbio ·
25 Ugarte ·
26 Rodríguez ·
Coach: Alonso